# 岩井俊二
岩井 俊二（いわい しゅんじ、1963年1月24日 - ）は、日本の映画監督・映像作家・脚本家・音楽家。脚本家としては、網野 酸（あみの さん）というペンネームを用いることもある。血液型はO型。

## 経歴・人物

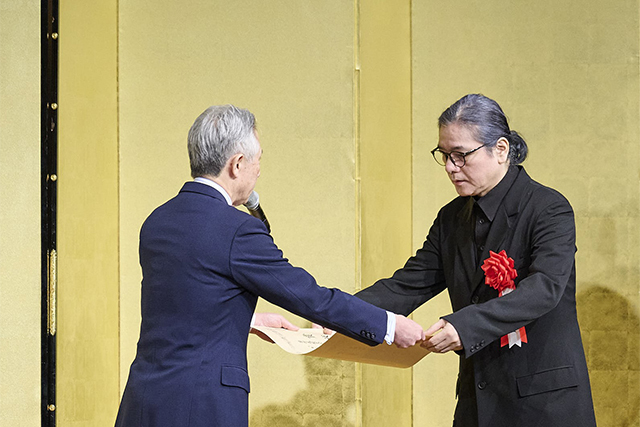
2024年、芸術選奨文部科学大臣賞を受賞

宮城県仙台市出身。仙台市立西多賀中学校、宮城県仙台第一高等学校、横浜国立大学教育学部美術学科卒業。学生時代から小説家を目指し、美術の学科に入ったのもその道に影響すればいいと思ったためである。絵はあくまでも趣味で描き、漫画の持込みなどもした。卒業前にも就職活動をせず、とにかく映像関係の仕事に就くためアルバイトをしながら人脈を広げる。
小学時代、他のレコードが家になかったため、百科事典のオマケについていた『世界の名曲』というレコード集でシューベルトやショパンを聴き込んでいたという。ターンテーブルは幼稚園の頃から家にあった。
大学卒業後の翌1988年、ビーイングなどのミュージック・ビデオの仕事を始める。1993年、テレビドラマ『if もしも～打ち上げ花火、下から見るか? 横から見るか?』を演出し、日本映画監督協会新人賞を受賞。テレビドラマでの受賞はきわめて異例である。同作品は再編集され、1994年劇場公開される。1995年、初の長編映画『Love Letter』を監督。日本や中国でも好評だったが、韓国では特に爆発的な人気を呼んだ。これに続く『スワロウテイル』は賛否両論あったが、岩井の知名度を大きく上げた作品である。
その後長編・短編作品を順調に公開し、独特な映像美から「岩井美学」などと呼ばれるようになる。初めてドキュメンタリーを発表した1999年頃から劇映画の監督業以外にもフィールドを広げ、2000年には庵野秀明監督作の『式日』に俳優として出演。新しい技術の取り組みにも熱心で、日本で最初にAVIDによるノンリニア編集を取り入れ、『式日』と同じ年にはインターネット上のBBSを使った大衆参加による小説『リリイ・シュシュのすべて』を完成、映画化する。この映画もまたHD24Pという、フィルム表現に近いデジタル撮影による新しい方法で行われ、仮編集はApplePowerBookが用いられた。この撮影法をいち早く取り入れた一人である。また、2003年にはWEB配信という新しい上映方法で『花とアリス（ショートフィルム）』を公開。
2004年4月1日からオフィシャルのウェブページでシナリオ募集していた『しな丼』のコーナーを閉鎖し、「戯作通信」こと『playworks（プレイワークス）』というウェブサイトを開設、また合わせてラジオ番組、『円都通信』がスタート。この『playworks』（『しな丼』）で扱われたシナリオがラジオドラマとして毎週放送されていた。その中の作品「虹の女神」（2006年）、「BANDAGE バンデイジ」（2010年）が映画化。プロデューサーとしての手腕も見せる。
2005年よりロサンゼルスに拠点を移し活動している。2009年にはフランス・アメリカ合作映画である「ニューヨーク、アイラブユー」に監督の1人として参加。ハリウッドにて初の長編映画「vampire」を撮影した。
映画監督の市川崑へのリスペクトを示している事でも知られており、『市川崑物語』の監督も務めた。
フジテレビの深夜枠であるJOCX-MIDNIGHTのアイキャッチ「音楽美学」を製作した。
なお、2009年横浜開港150周年記念テーマイベント（開国博Y150）において、プロデュース及び、初のアニメ脚本『BATON』を手がけている。
2014年、短編『TOWN WORKERS』で初のアニメーション作品を手がける。
2015年1月8日から、NHKのEテレで『岩井俊二のMOVIEラボ』が放送。
2015年2月20日、長編アニメーション作品『花とアリス殺人事件』を公開。前作に引き続き、ロトスコープで作られた理由は、元々生々しいロトスコープを気持ち悪いと思っていたが、ラルフ・バクシの作品を見て、斬新さや美しさを感じたのがきっかけで、20年前からテストしており、ある水準に達したので挑戦している。実写を線でなぞるだけだと気持ち悪い絵になるため、顔だけ手描きでディフォルメするなど試行錯誤している。
本作でロトスコープアニメーションディレクターを務めた久野遥子について、「久野ちゃんの絵は時代的耐久性があって、たぶん10年経っても20年経ってもバグが発生しない」と評している。
映画プロデューサーの鈴木敏夫には、「アニメ業界でロトスコープはタブー」と否定的な意見も言われているが、本人は「アニメの人達からすると、それはアニメじゃないって事になるんですよ。なぞるだけじゃないかっていう。でも僕からすると、アニメだって言われてる物を見ると、本当の人の動きの美しさに欠ける訳ですよ。こんなんでいいんだろうかって」とも語っている。
2016年2月、NHKで『岩井俊二のMOVIEラボ シーズン2』が放送。
2024年9月23・25日配信の、YouTubeチャンネル『街録ch〜あなたの人生、教えて下さい〜』に前・後編出演。インタビューに対し赤裸々にこれ迄の人生について語った。

## 作品

### 映像作品

#### テレビドラマ
- 見知らぬ我が子（1991年4月17日放映、関西テレビ「DRAMADOS」、監督・脚本）
- 殺しに来た男（1991年12月11日放映、関西テレビ「DRAMADOS」、監督）
- マリア（1992年3月18日放映、関西テレビ「DRAMADOS」、監督・脚本）
- 夏至物語（1992年9月16日放映、関西テレビ「薔薇DOS」、監督・脚本）
- オムレツ（1992年10月19日放映、フジテレビ「La cuisine」、監督・脚本）
- 蟹缶（1992年12月7日放映、フジテレビ「世にも奇妙な物語」、監督）
- GHOST SOUP（1992年12月21日放映、フジテレビ「La cuisine」、監督・脚本）
- 雪の王様（1993年1月6日放映、関西テレビ「TV-DOS-T」、監督・脚本）
- FRIED DRAGON FISH（1993年3月22日放映、フジテレビ「La cuisine」、監督・脚本）
- 打ち上げ花火、下から見るか? 横から見るか?（1993年8月26日放映、フジテレビ「if もしも」、監督・脚本）
- ルナティック・ラヴ（1994年1月6日放映、フジテレビ「世にも奇妙な物語」、監督・脚本）
- 賢者の贈り物（2001年12月24日放映、テレビ朝日、監修）【監督：永田琴/HIROMIX/カジワラノリコ】
- なぞの転校生（2014年1月 - 3月放送、テレビ東京、企画・プロデュース・脚本・編集）【監督：長澤雅彦】
- リップヴァンウィンクルの花嫁 serial edition（2016年3月25日～放映、BSスカパー!、監督・原作・脚本・編集）
- リップヴァンウィンクルの花嫁 complete edition（2018年4月30日放映、日本映画専門チャンネル、監督・原作・脚本・編集）
- 夏至物語 リメイク版（2023年10月8日放映、関西テレビ、監督・脚本・編集）
- 夏至物語 完全版（2023年10月10日放映、日本映画専門チャンネル、監督・脚本・編集）
- 路上のルカ（2024年7月28日放映、日本映画専門チャンネル、監督・原作・脚本・編集）

#### 映画（監督作）
- undo（1994年10月7日公開、監督・脚本）
- Love Letter（1995年3月25日公開、監督・脚本・編集）
- 打ち上げ花火、下から見るか? 横から見るか?（1995年8月12日公開、監督・脚本）
- PiCNiC（1996年6月15日公開、監督・脚本・編集）
- FRIED DRAGON FISH（1996年6月15日公開、監督・脚本）
- スワロウテイル（1996年9月14日公開、監督・脚本・編集）
- ￥entown Band Swallowtail Butterfly（1996年12月7日公開、監督）
- 四月物語（1998年3月14日公開、監督・脚本・編集・音楽）
- リリイ・シュシュのすべて（2001年10月6日公開、監督・脚本・編集）
- Jam Films「ARITA」（2002年12月28日公開、監督・脚本・編集・音楽）
- 花とアリス（2004年3月13日公開、監督・プロデュース・脚本・編集・音楽）
- 市川崑物語（2006年12月16日公開、監督・脚本・編集・音楽）
- ニューヨーク、アイラブユー（原題：New York, I Love You)（2010年2月27日公開、監督・脚本・音楽）
- ヴァンパイア (原題：Vampire)（2012年9月15日公開、監督・プロデュース・脚本・撮影・編集・音楽）
- 花とアリス殺人事件（2015年2月20日公開、監督・製作・企画・プロデュース・原作・脚本・編集・音楽）
- リップヴァンウィンクルの花嫁（2016年3月26日公開、監督・原作・脚本・編集）
- リップヴァンウィンクルの花嫁　complete edition（2018年4月1日限定公開、監督・原作・脚本・編集）
- チィファの手紙 (原題：你好，之华) （2018年11月9日中国公開、2020年9月11日日本公開、監督・原作・脚本・編集）【プロデュース：ピーター・チャン】
- ラストレター（2020年1月17日公開、監督・製作・原作・脚本・編集）【プロデュース：川村元気】
- 8日で死んだ怪獣の12日の物語 -劇場版-（2020年7月31日公開、監督・製作・脚本・編集・造形・撮影監督・音楽プロデュース）【原案：樋口真嗣】
- キリエのうた（2023年10月13日公開、監督・原作・脚本・編集）
- Love Letter [4Kリマスター]（2025年4月4日公開、監督・脚本・編集）

#### 映画（プロデュース等）
- ACRI（1996年8月31日公開、原作）【監督：石井竜也】
- 式日（2000年12月7日公開、主演・撮影）【監督：庵野秀明】
- 虹の女神 Rainbow Song（2006年10月28日公開、プロデュース・脚本）【監督：熊澤尚人】
- ハルフウェイ（2009年2月21日公開、プロデュース・製作・編集）【監督：北川悦吏子】
- BATON（2009年公開、開国博Y150限定上映、プロデュース・脚本）【監督：北村龍平】
- BANDAGE バンデイジ（2010年1月16日公開、プロデュース・製作・脚本）【監督：小林武史】
- FUKUSHIMA DAY（2012年3月24日公開、プロデュース・製作）【監督：桜井亜美】
- 新しい靴を買わなくちゃ（2012年10月6日公開、プロデュース・製作・撮影・編集）【監督：北川悦吏子】
- 遠くでずっとそばにいる（2013年6月15日公開、音楽）【監督：長澤雅彦】
- 恋する都市 5つの物語 (原題：恋愛中的城市)（2015年8月20日中国公開、2018年1月27日日本公開、監修）【監督：ウェン・ムーイエ/ドン・ルンニエン/ハン・イー/フー・ティエンユー/ジー・ジアトン　監修：スタンリー・クワン/ウェイ・ダーション】
- 君の名は。（2016年8月26日公開、Special Thanks）【監督：新海誠】
- ソウルメイト/七月と安生 (原題：七月與安生)（2016年9月14日中国公開、2021年6月25日日本公開、Special Thanks）【監督：デレク・ツァン】
- 打ち上げ花火、下から見るか? 横から見るか?（2017年8月18日公開、原作）【総監督：新房昭之　監督：武内宣之　脚本：大根仁　プロデュース：川村元気】
- Ribbon （2022年2月25日公開、出演）【監督：のん】
- 世界の終わりから（2023年4月7日公開、出演）【監督：紀里谷和明】
- りりィ 私は泣いています（2024年2月16日公開、出演）【監督：高間賢治】
- 花束（2024年9月16日公開、エグゼクティブプロデューサー）【監督：サヘル・ローズ】

#### ネット配信ムービー
- 花とアリス ショートフィルム（2003年配信、監督・脚本・編集・音楽）
- 恋ばな-スイカと絆創膏-（2009年11月2日配信、LISMOオリジナルドラマ、プロデュース）【監督：萩生田宏治】
- 晴愛物語「成都一夜」（2013年5月28日配信、中国動画サイト、プロデュース）【監督：邵源】
- 晴愛物語「おじいちゃんの秘密」（2013年5月28日配信、中国動画サイト、プロデュース）【監督：席然】
- 晴愛物語「さよなら火鍋」（2013年5月28日配信、中国動画サイト、プロデュース）【監督：馬史】
- TOWN WORKERS（2014年配信、タウンワーク公式サイト、監督・脚本）
- リップヴァンウィンクルの花嫁（配信限定版）（2016年3月26日配信、監督・原作・脚本・編集）
- メモリぃプレイ（2016年10月4日配信、ネスレアミューズ、監修）
- チャンオクの手紙（2017年2月16日配信、ネスレシアター、監督・脚本・編集・音楽）
- halfway（2017年11月1日配信、ネスレシアター、脚本・音楽）【監督：長澤雅彦】
- 星に願いを　第3話「流れ星までの1時間」（2018年1月11日配信、ネスレシアター、編集）【監督：長澤雅彦】
- リトルレター（2019年12月23日配信、ネスレシアター、監督・脚本・編集）
- 8日で死んだ怪獣の12日の物語（2020年5月20日～配信、YouTube、監督・脚本・造形）【原案：樋口真嗣】
- 夢で会えても（2020年12月５日配信、LINE NEWS VISION、監督・脚本・撮影・編集）
- 檸檬色の夢（2023年2月19日配信、LINE NEWS VISION、監督・脚本・撮影・編集）
- 檸檬色の夢 横型ディレクターズカット版（2023年9月9日配信、YouTube、監督・脚本・撮影・編集）

#### ドキュメンタリー
- 少年たちは花火を横から見たかった（1999年8月発売、監督・企画）
- 六月の勝利の歌を忘れない 日本代表、真実の30日間ドキュメント VOL.1/VOL.2（2002年11月発売、監督・編集）
- DOCUMENTARY of AKB48 to be continued 10年後、少女たちは今の自分に何を思うのだろう?（2011年1月22日公開、製作総指揮）【監督：寒竹ゆり】
- friends after 3.11（2011年10月1日放映、朝日ニュースター、監督・プロデュース・編集・出演）
- friends after 3.11〈スペシャルバージョン〉（2011年12月30日放映、朝日ニュースター、監督・プロデュース・編集・出演）
- friends after 3.11 vol.2（2012年3月6日放映、朝日ニュースター、監督・プロデュース・編集・出演）
- friends after 3.11 劇場版（2012年3月10日公開、監督・プロデュース・編集・出演）
- つくるということ（2017年10月6日公開、札幌国際短編映画祭、Special Thanks）
- さくらノート（2021年10月15日公開、うみぞら映画祭/淡路島短編映画祭、Special Thanks）
- ミラクルサマー ～ポケモンカードゲーム世界大会への挑戦～（2024年12月6日公開、YouTube、エグゼクティブプロデューサー）

#### ライブ映像
- 円都空間 in 犬島（2017年6月14日発売、監督）
- クラムボン×岩井俊二「日比谷野外音楽堂ライブ」（2018年1月26日発売、監督）
- 「チィファの手紙」公開記念／特別小演奏会「CHRONICLE（クロニクル）」（2020年9月4日配信、YouTube、監督）
- 映画「Love Letter」中国再上映記念／「A WINTER STORY」「SMALL HAPPINESS」（2021年5月20日配信、YouTube、出演）
- 映画「スワロウテイル」25th Anniversary YEN TOWN BAND SPECIAL LIVE in KURKKU FIELDS（2021年11月6日配信、U-NEXT、監督）
- 円都LIVE（2023年12月29日配信、U-NEXT、監督）
- 西東京少年 Live in 吉祥寺（2025年3月発売、監修）
- ROTH BART BARON 10th Anv TOUR 2024-2025「Ice Age : Melt and Blooms」（2025年3月22日、ライブ映像演出）
- この空の下ライブ in 塩竈（2025年4月30日〜配信、YouTube、出演）
- 岩井俊二 The Music Works：30th Anniversary of "Love Letter"（2025年7月20日21日、出演）

#### 短編映像/ビデオクリップ
- 東京少年 陽のあたる坂道で（1991年2月発売、監督）
- 東京少年 HIROSHIMA'90（1991年2月発売、監督）
- 杉本理恵 妖精のスケッチ（1991年8月発売、監督）
- 東京少年 Getting Home（1991年10月発売、監督）
- 井上昌己 BALANCIN' LOVE（1991年11月発売、監督）
- 東京少年 LOVE YOU SO LONG（1991年12月発売、監督）
- Mi-Ke 白い2白い珊瑚礁（1991年12月発売、監督）
- DOBOCHON ORIGINAL HORROR MOVIE （1991年12月発売、監督）
- THE 5 TEARDROPS VIDEO MAGAZINE VOL.1 CHANNEL GOO!（1992年7月発売、監督）
- 麗美 PLATFORM -Magic Railway Films-（1992年11月発売、監督）
- 平松愛理 Variaction（1993年4月発売、監督）
- 毛ぼうし（1997年3月発売、ムーンライダース「ニットキャップマン」ビデオクリップ、監督・脚本）
- film 空の鏡（1997年10月発売、松たか子ビデオクリップ集、監督）
- 生きていた信長 （1998年3月、「四月物語」劇中映画、監督・脚本）
- 猛暑物語（2013年2月放映、NHK Eテレ『スコラ 坂本龍一 音楽の学校』＜映画音楽編＞課題映像、監督）
- Black Balloon（2013年4月発表、［Iwai Shunji solo exhibition - Out of the Films -］撮りおろし作品、監督）
- スペースシャワーTVプラス STATION ID「あたし、本と旅する」（2015年12月1日～放映、スペースシャワーTVプラス、原案・音楽）【監督：池田千尋】
- 8Kビジョンファンデーション 8K×8Kコラボ映像（2019年7月5日配信、プロデュース）【監督：田井えみ】
- PERFECT DIARY 完美日記「白昼夢」（2019年8月5日中国配信、監督）
- 静岡市美術館 開館10周年記念映像「しずびショートムービー」（2020年11月20日公開、監修）【監督：尾野慎太郎】
- ふだんのわたし 展／高橋愛・村田倫子・高山都　by HABA スクワラン（2021年10月4日配信、YouTube、監督・写真）

#### ミュージックビデオ
- いつか何処かで (I FEEL THE ECHO) / 桑田佳祐（1988年3月、監督）
- ガール / 原由子（1988年4月、監督）
- HOW ARE YOU / 森川美穂（1988年11月、監督）
- 四月白書 / 山中すみか（1989年4月、監督）
- なぜ / 山中すみか（1989年7月、監督）
- J's BAR / 倉田浩行（1989年9月、監督）
- 夢だけ見てる / 川越美和（1989年9月、監督）
- 失恋 / 里中茶美（1989年10月、監督）
- いちばん輝いてね / 藤谷美紀（1989年10月、監督）
- 陽のあたる坂道で / 東京少年（1990年3月、監督）
- ココロの鍵 / 川越美和（1990年3月、監督）
- 海 / 芳本美代子（1990年5月、監督）
- NEXT / 立花理佐（1990年5月、監督）
- 君の歌に僕をのせて / 東京少年 （1990年6月、監督）
- 真夏の影 / 星野由妃（1990年6月、監督）
- 1960's Gun / Wells（1990年6月、監督）
- Good-Bye / 杉本理恵（1990年7月、監督）
- Welcome Home Again / ザ・シャムロック（1990年8月、監督）
- プレゼント / 東京少年（1990年8月、監督）
- LaPaPa / ザ・シャムロック（1990年10月、監督）
- Shy Shy Japanese / 東京少年（1990年11月、監督）
- Good-bye My Loneliness / ZARD（1991年2月、監督）
- Harmony / 東京少年（1991年4月、監督）
- Five / ザ・シャムロック（1991年6月、監督）
- ブルーライト ヨコスカ / Mi-Ke（1991年6月、監督）
- 時代を変えたい / リクオ（1991年6月、監督）
- 不思議ね… / ZARD（1991年6月、監督）
- サイレントメビウス ～Sailing / 東京少年（1991年7月、監督）
- 妖精のスケッチ / 杉本理恵（1991年8月、監督）
- 口笛の帰り道 / PAN PAN HOUSE（1991年9月、監督）
- 君だけに愛を / FLYING KIDS（1991年10月、監督）
- もう探さない / ZARD（1991年11月、監督）
- Merry X'masをあげたい / 井上昌己（1991年11月、監督）
- BALANCIN' LOVE / 井上昌己（1991年11月、監督）
- Merry Christmas To You / 前田亘輝（1991年12月、監督）
- 白い2白いサンゴ礁 / Mi-Ke（1991年12月、監督）
- 夢見るJACK & BETTY / THE 5 TEARDROPS（1992年2月、監督）
- GOODBYE I LOVE YOU / THE 5 TEARDROPS（1992年3月、監督）
- 僕は君のサンタクロース / THE 5 TEARDROPS（1992年3月、監督）
- 部屋とYシャツと私 / 平松愛理（1992年3月、監督）
- 春をとめないで / 長澤義塾（1992年4月、監督）
- 悲しきテディ・ボーイ / Mi-Ke （1992年4月、監督）
- うたをうたおう / 大事MANブラザーズバンド（1992年4月、監督）
- サーフィン・JAPAN / Mi-Ke（1992年6月、監督）
- シュラバ★ラ★バンバ SHULABA-LA-BAMBA / サザンオールスターズ（1992年7月、監督）
- 朝まで踊ろう / Mi-Ke（1992年7月、監督）
- Magic Railway / 麗美（1992年7月、監督）
- OCEAN / 麗美（1992年7月、監督）
- Last Fragrance / 麗美（1992年7月、監督）
- もう 笑うしかない / 平松愛理（1992年9月、監督）
- 笑っていようよ / BOO WHO WOO（1992年10月、監督）
- さるのしっぽ / 長澤義塾（1992年10月、監督）
- Wonder Girl / 麗美（1992年11月、監督）
- BLUE MOONのように / Mi-Ke（1992年11月、監督）
- 横浜Boy Style / CoCo（1992年11月、監督）
- 大好き I LOVE YOU / BOO WHO WOO（1992年12月、監督）
- 恋が素敵な理由 / 井上昌己（1993年1月、監督）
- 君とずっと…暮らしたい / TO BE CONTINUED（1993年2月、監督）
- Single is Best!? / 平松愛理 （1993年3月、監督）
- GOOD LUCK ANGEL / UP-BEAT（1993年3月、監督）
- Variacion / 平松愛理（1993年4月、監督）
- 見つめるだけで / 陣内大蔵（1993年5月、監督）
- 素敵なバーディー (NO NO BIRDY) / サザンオールスターズ（1993年7月、監督）
- エロティカ・セブン / サザンオールスターズ（1993年7月、監督）
- CHEERS FOR YOU / 中山美穂 （1995年5月、監督）
- Swallowtail Butterfly 〜あいのうた〜 / YEN TOWN BAND（1996年7月、監督）
- ニットキャップマン / ムーンライダーズ（1996年11月、監督）
- 空の鏡 / 松たか子（1997年6月、監督）
- Stay with me / 松たか子（1998年9月、監督）
- グライド / Lily Chou-Chou（2000年4月、監督）
- 共鳴（空虚な石） / Lily Chou-Chou（2000年4月、監督）
- 飛べない翼 / Lily Chou-Chou（2001年10月、監督）
- クムリウタ / 大塚愛（2007年9月、監督）
- 桜の栞 / AKB48（2010年2月、監督）
- ふわふわ♪ / 牧野由依（2010年3月、監督）
- 片想い / miwa（2012年2月、監督）
- 花は咲く / 花は咲くプロジェクト（2012年5月、監督）
- いいんじゃない？ / 平松愛理（2012年11月、監督）
- テレビの海をクルージング / 黒木華・刈谷友衣子（2013年3月、監督）
- ありがとうの輪 / 絢香（2013年10月、監督）
- HOME / 古川本舗（2013年10月、監督）
- 風が吹いてる / ヘクとパスカル（2014年6月、監督）
- fish in the pool / ヘクとパスカル（2015年2月、監督）
- アイノネ / YEN TOWN BAND（2015年12月、監督）
- コスモロジー / Cocco（2016年3月、監督）
- my town / YEN TOWN BAND（2016年6月、監督）
- 蝶々結び / Aimer（2016年7月、監督）
- こだま、ことだま。 / Bank Band （2016年7月、監督）
- 君の好きな色 / ヘクとパスカル（2016年10月、監督）
- Miracle / illion（2016年10月、監督）
- Forever Friends / DAOKO（2017年6月、監督）
- さよなら私の恋心 / 新山詩織（2017年8月、監督）
- urar / Chima（2018年1月、総監督）【監督：小谷野五王】
- step / 羊文学（2018年1月、監修）【監督：松本花奈】
- Break These Chain / ヘクとパスカル（2018年1月、監督）
- 星が降る前に / JY（2018年3月、監督）
- 様子 / 有生之年（2018年11月、監督）
- 知らない世界も見飽きた / ikire（2019年3月、監督）
- カエルノウタ / 森七菜（2020年1月、監督）
- あなたに会えてよかった / 森七菜（2020年1月、監督）
- 返事はいらない / 森七菜（2020年1月、プロデュース）【監督：フルカワリョウ】
- カエルノウタ 映画『ラストレター』版 / 森七菜（2020年1月、監督）
- little lie / ikire（2020年5月、監督）
- つなぐ / ikire（2020年5月、監督）
- beautiful / ikire（2020年6月、プロデュース）【監督：田井えみ】
- 手紙 / ikire（2020年6月、監督）
- aoi / ikire（2020年10月、監督）
- 花は咲く2021/ 花は咲くプロジェクト（2021年1月、監督）
- 夢で会えても Music Issue 〜for rooftop〜/ ［Alexandros］（2021年2月、監督）
- 連れてってファンタァジェン / 小泉今日子（2021年3月、監督）
- 明日は明日のお湯が沸く/穂志もえか（2021年3月、監督）
- 足りたいモンスター/ ikire（2021年3月、監督）
- 隣のモンスター/ ikire（2021年3月、監督）
- 夢じゃないモンスター/ ikire（2021年3月、監督）
- ひかり/ ikire（2021年10月、監督）
- Another Day Goes By/ Lizabet（2022年1月、監督）
- キリエ・憐れみの讃歌/ Kyrie（2023年9月、監督）
- 長生きしよう/ 辻香織（2024年9月、監督）
- 光の風と/ SUGIZO feat.SAKI（2025年2月、監督）
- ほんとーの気持ち言わない/ 西東京少年（2025年2月、監督）

#### テレビCM
- 日産自動車 ルキノ（1994年放映、監督、江口洋介・大塚寧々・田辺誠一出演）
- セゾングループ（1994年放映、監督）
- ナショナル IHジャー炊飯器（1994年放映、監督）
- パナソニック「Let'sノート」（1996年放映、監督）
- NTT サンクスフェア冬 （1997年放映、監督、SMAP出演）
- NTT サンクスフェア夏（1997年6月放映、監督、SMAP出演）
- NTT OCN（1997年6月放映、監督、木村拓哉出演）
- NTT ISDN（1997年6月放映、監督、中居正広出演）
- NTT D-MAIL（1997年6月放映、監督、草彅剛出演）
- ソニー・コンピュータエンタテインメント『レガイア伝説』（1998年放映、監督）
- the brilliant green「長いため息のように」（1999年3月放映、監督）
- NTT ブランドビジョン広告（1999年2月放映、監督、SMAP出演）
- コーセー「サロンスタイル」（2002年2月放映、監督、中山美穂主演）
- 日本コカ・コーラ 「爽健美茶」（2002年2月放映、監督、伊達公子・ミハエル・クルム出演）
- 日本コカ・コーラ「爽健美茶」（2002年2月放映、監督、加瀬亮出演）
- ライフ ライフカード "It's my life"（2002年5月放映、監督、窪塚洋介主演）
- パナホーム（2003年放映、監督、松たか子主演）
- ネスレ日本 キットカット（2003年3月放映、監督、鈴木杏・蒼井優出演）
- ライフ ライフカード "It's my life" （2003年4月放映、監督、広末涼子主演）
- 三菱UFJ証券（2007年7月放映、監督、松たか子主演）
- BS日本映画専門チャンネル（2012年放映、監督、黒木華、刈谷友衣子出演）
- ネスレ日本 ネスカフェ エクセラ（2013年2月放映、監督）
- ネスレ日本 キットカット（2013年10月放映、監督）
- ネスレ日本 キットカット（2019年12月放映、監督）
- JR東日本  TOHOKU Relax「秋雷」「ウマと少女」「凪と潮」 （2024年10月放映、脚本・ナレーション）

#### テレビ番組
- 森川美穂 THEドキュメント（1988年放映、CATV、演出）
- アイドル・アクエリアム（1989年放映、CATV、演出）
- 文珍の歴史なんなんだ（1990年放映、東海テレビ、演出）
- 世紀末歌姫水族館（1990年放映、CATV、演出）
- Jocx Midnight 音楽美学（1993年放映、フジテレビ、演出）
- 新アジア発見（2000年8月放映、NHK、オープニング映像製作）
- ドキュメンタリー オブ AKB48?1ミリ先の未来?（2011年1月8日放映、NHK、製作総指揮）
- friends after 3.11（2011年10月1日放映、朝日ニュースター、監督・プロデュース・編集・出演）
- friends after 3.11 スペシャルエディション part1 part2（2011年12月30日放映、朝日ニュースター、監督・プロデュース・編集・出演）
- 映画は世界に警鐘を鳴らし続ける（2012年1月5日～放映、日本映画専門チャンネル、監修・出演）
- 岩井俊二映画祭presents マイリトル映画祭（2012年3月4日～放映、日本映画専門チャンネル、企画・構成・出演）
- スコラ 坂本龍一 音楽の学校〈映画音楽編〉（2013年1月11日～放映、NHK Eテレ、出演）
- 岩井俊二のMOVIEラボ（2015年1月8日～放映、NHK Eテレ、出演）
- 24時間まるごと岩井俊二映画祭presents マイリトル映画祭（2015年3月8日放映、日本映画専門チャンネル、企画・構成・出演）
- 岩井俊二のMOVIEラボ シーズン2（2016年2月4日～放映、NHK Eテレ、出演）
- 3.26「リップヴァンウィンクルの花嫁」公開記念 24時間まるごと岩井俊二（2016年3月25日放映、日本映画専門チャンネル、出演）
- YEN TOWN BAND ・ Lily Chou-Chou Project ～円都空間 in 犬島～（2016年11月6日放映、WOWOW、監督）
- 大林宣彦映画祭！～花筐花言葉 今伝え遺したいこと。 大林宣彦×岩井俊二×常盤貴子特別鼎談～（2017年12月22日放映、日本映画専門チャンネル、出演）
- ふたりに見えているこの空の下　新海誠×岩井俊二（2020年4月5日放映、日本映画専門チャンネル、出演）
- 映画で未来を変えようよ〜大林宣彦から4人の監督へのメッセージ（2020年7月5日放映、NHK BS1、出演）
- クローズアップ現代＋ "未来を変える力”を問いかけられて〜大林宣彦からの遺言〜（2020年10月8日放映、NHK、出演）
- 『キリエのうた』公開記念・マイリトル映画祭Special　夏至物語×夏至物語（2023年10月10日放映、日本映画専門チャンネル、出演）
- ETV特集「いま ここを歩く〜映画監督・岩井俊二〜」（2023年10月28日放映、Eテレ、出演）

#### ネット配信番組
- 【mini theater park×8日で死んだ怪獣の12日の物語 】オンライン上映開始記念トークライブ（2020年8月7日配信、YouTube、出演）
- この空の下 （2020年9月～配信、YouTube、出演）

- 「リップヴァンウィンクルの花嫁」七海誕生祭2021（2021年3月31日～配信、YouTube、出演）
- 青葉市子と岩井俊二、記憶と創作のダイアローグ。（2021年6月4日～配信、YouTube、出演）
- 「スワロウテイル」25周年スペシャルトーク 小林武史×Chara×岩井俊二（2021年9月14日～配信、YouTube、出演）
- 「リリイ・シュシュのすべて」20周年スペシャルトーク  小林武史×Salyu×岩井俊二 （2021年10月15日～配信、YouTube、出演）
- 片付かない部屋（2021年12月～配信、YouTube、出演）
- 《リリイ・シュシュのすべて》台湾上映記念 Online Event（2021年12月9日～配信、YouTube、出演）
- 《リリイ・シュシュのすべて》二十年目の再会  公開20周年記念スペシャルトーク（2021年12月16日～配信、YouTube、出演）
- 「スワロウテイル」25th Anniversary／岩井俊二 × 伊藤歩 ONCE UPON A TIME IN YEN TOWN（2021年12月30日～配信、YouTube、出演）
- 岩井俊二 × 映画 × 音楽｜Schön! Magazine China インタビュー（2022年1月30日～配信、YouTube、出演）
- 「零の晩夏」刊行記念／文春オンライン・インタビュー（2022年2月7日～配信、YouTube、出演）
- Love Letter A place of Memory（2022年4月9日～配信、YouTube、出演）
- ikiradio（2022年4月～配信、YouTube、出演）
- 打ち上げ花火ができるまえと、できたあと。（2022年8月26日～配信、YouTube、出演）
- 「六月の勝利の歌を忘れない」岩井俊二 二十年越しのインタビュー（2022年11月16日～配信、YouTube、出演）
- 1/24 days Uploading （2022年11月～配信、YouTube、出演）
- 街録ch〜あなたの人生、教えて下さい〜 （2024年9月23日/25日配信、YouTube、出演）

#### メイキング
- behind the scene of undo（1994年、監修）
- 円都 YEN TOWN（1996年、スーパーバイザー）
- GAMERA1999（1999年、製作協力）
- 呼吸「リリイ・シュシュのすべて」のすべて（2002年、監修）
- Filming H&A （2003年、監修）
- 崑談 とある日、崑宅にて / とある日、劇場にて（2007年、監修）
- His Work「犬神家の一族」舞台裏（2007年、監修）
- リップヴァンウィンクルの日々 メイキング・オブ・「リップヴァンウィンクルの花嫁」（2016年、監修）
- 映画『8日で死んだ怪獣の12日の物語』メイキング「2020年の五月物語」（2020年8月7日配信、監修）
- 8日で死んだ怪獣の48日の舞台裏（2021年、監修）
- 2023年の夏至物語（2024年、監修）

#### 映画予告編
- ヤンヤン 夏の想い出（2000年公開、演出）【監督：エドワード・ヤン】
- Ribbon （2022年公開、演出）【監督：のん】

#### 自主制作映画
- 果実抄（1982年、監督）
- ゆばりのソナタ（1982年、監督）
- レクイエムを（1982年、監督）
- 白い国、夏の国（1982年、監督）
- Lemu（雨の日の迷宮）（1984年、監督）
- ミナ伝説（1986年、監督）
- 霙花（1986年、監督）
- ドンキー・ポピンズ  ポッキー・ポピンズ（1987年、監督）
- インディ・ポピンズ  キャンディ・ポピンズ（1987年、監督）

### 著作

#### 小説
- ラヴレター（1995年3月発売）
- スワロウテイル（1996年7月発売）
- ウォーレスの人魚（1997年9月発売）
- リリイ・シュシュのすべて（2001年9月発売）
- リリイ・シュシュのすべて <完全版> （2001年10月発売、CD-ROM）
- 番犬は庭を守る（2012年1月発売）
- ヴァンパイア（2012年8月発売）
- 花とアリス殺人事件（2015年2月発売、原作）【著：乙一】
- リップヴァンウィンクルの花嫁（2015年12月発売）
- 少年たちは花火を横から見たかった（2017年6月発売）
- 打ち上げ花火、下から見るか?横から見るか?（2017年6月発売、原作）【著：大根仁】
- 打ち上げ花火、下から見るか?横から見るか? ノベライズ（2017年7月発売、原作）【著：大根仁】
- ラストレター（2018年10月発売）
- 零の晩夏（2021年6月発売）
- 消しゴム（2021年8月配信、2022年10月26日発売「モノガタリは終わらない」に収録）
- キリエのうた（2023年7月発売）
- キリエのうた・檸檬色の夢　愛蔵版（2023年11月発売）
- 未咲（未発表）

#### コミック
- ラヴレター VOL.1/VOL.2（1995年2月発売）
- Story Board of SWALLOWTAIL BUTTERFLY VOL.1/VOL.2（1997年1月発売）
- 花とアリス（2004年9月発売）
- 花とアリス殺人事件（2015年10月発売、原作）【漫画：道満晴明】
- 打ち上げ花火、下から見るか?横から見るか?（2017年8月発売、原作）【漫画：楓月誠】

#### エッセイ・対談本
- トラッシュバスケット・シアター（1997年10月発売）
- マジック・ランチャー（1998年6月発売、庵野秀明との対談本）
- NOW and THEN 岩井俊二（1998年6月発売、エッセイ）
- フィルムメーカーズ17 岩井俊二（2001年10月発売）
- 沈黙より軽い言葉を発するなかれ（2012年9月発売、柳美里の対談集）
- 岩井俊二:「Love Letter」から「ラストレター」、そして「チィファの手紙」へ（2020年11月発売）
- 三重野慶画集 言葉にする前のそのまま（2021年12月発売、三重野慶との対談が収録）

#### 写真集
- LETTERS in Love Letter（1995年発売）
- undo 写真集（1995年12月発売）
- Scrap Of YENTOWN（1996年8月発売）
- PiCNiC POSTCARD BOOK（1996年12月発売）
- April Front 四月物語（1998年3月発売）
- 花とアリス寫眞館（2004年9月発売）
- 黒木華写真集 映画『リップヴァンウィンクルの花嫁』より（2016年6月発売）

### 音楽作品

#### 音楽ユニット
■YEN TOWN BAND
- Swallowtail Butterfly ～あいのうた～（1st Single、1996年7月22日発売、作詞・MV監督）
- MONTAGE（1st Album、1996年9月16日発売、作詞）
- アイノネ（2nd Single、2015年12月2日発売、MV監督・ジャケットデザイン）
- my town（3rd Single、2016年6月22日発売、MV監督・ジャケットデザイン）
- diverse journey（2nd Album、2016年7月20日発売、ジャケットデザイン）

■Lily Chou-Chou
- グライド（1st Single、2000年4月19日発売、MV監督）
- 共鳴 (空虚な石)（2nd Single、2010年6月21日発売、MV監督）
- 呼吸-前奏曲-（配布限定Single、2001年10月配布）
- 呼吸（1st Album、2001年10月17日発売、作詞）
- エーテル（配信限定Single、2010年12月8日配信）

■LANDS
- BANDAGE（1st Single、2009年11月25日発売）
- Olympos（1st Album、2010年1月13日発売、作詞）

■ヘクとパスカル
- 風が吹いてる（配信限定Single、2014年6月4日配信、作詞・作曲・MV監督）
- ぼくら（配信限定Single、2014年9月24日配信、作詞）
- 「花とアリス殺人事件」オリジナルサウンドトラック fish in the pool（サウンドトラック、2015年2月20日発売、作詞・作曲）
- ぼくら（1st Mini Album、2015年3月18日発売、作詞・作曲）
- 君の好きな色（配信限定Single、2016年11月2日配信、作詞）
- キシカンミシカン（既視感未視感）（1st Album、2018年1月24日発売、作詞・作曲）

■ikire
- 「你好，之华(チィファの手紙)」オリジナルサウンドトラック CHRONICLE（2018年1月24日配信、作曲）
- 知らない世界も見飽きた（2019年3月27日配信、作曲）
- aoi（2020年11月20日配信、2025年4月30日発売、作曲）

■Kyrie
- DEBUT（1st Album、2023年10月18日発売、作詞）

#### サウンドトラック
- 「GHOST SOUP」オリジナルサウンドトラック（1997年12月17日発売、プロデュース）
- 「四月物語」オリジナルサウンドトラック 四月のピアノ（1998年3月21日発売、CLASSIC(坪井新八、岸内萌)名義、作曲）
- 「Jam Films」 オリジナルサウンドトラック（2002年12月発売、作曲）
- 「花とアリス」オリジナルサウンドトラック H&A（2004年3月13日発売、作曲）
- 「市川崑物語」オリジナルサウンドトラック filmful life（2007年6月29日発売、作曲）
- 「Newyork,I Love You」オリジナルサウンドトラック（日本未発売、作曲）
- 「ヴァンパイア」オリジナルサウンドトラック VAMPURITY（2012年8月22日発売、作曲）
- 「遠くでずっとそばにいる」オリジナルサウンドトラック（2013年6月5日発売、作曲）
- 「花とアリス殺人事件」オリジナルサウンドトラック fish in the pool（2015年2月20日発売、ヘクとパスカル名義、作曲）
- 「リップヴァンウィンクルの花嫁」オリジナルサウンドトラック bride -wedding scores for rip van winkle-（2016年3月26日発売、監修）
- 「DAWN and DUSK」（作曲）
- 「你好，之华(チィファの手紙)」オリジナルサウンドトラック CHRONICLE （2018年1月24日配信、岩井俊二&ikire名義、作曲）
- 「8日で死んだ怪獣の12日の物語」オリジナルサウンドトラック KAIJU（2020年8月14日配信、岩井俊⼆meets⼩泉今⽇⼦&蒔⽥尚昊&酒井樹＆穂志もえか&ikire名義、作詞・作曲・編曲）
- 「キリエのうた」オリジナルサウンドトラック ～路花～（2023年10月18日発売、監修、作詞）
- 「花束」オリジナルサウンドトラック HANATABA FOR YOU（2025年2月11日発売、作詞）

#### 作詞
| アーティスト                          | タイトル                             | 作曲                        | 初めて 発表された年 | 収録アルバム (主にオリジナルアルバム)                           |
| ------------------------------------- | ------------------------------------ | --------------------------- | ------------------- | --------------------------------------------------------------- |
| 鈴木慶一                              | 不信心な牧師                         | 坪井信八(岩井俊二)          | 1992年              | 「GHOST SOUP」 オリジナルサウンドトラック                       |
| S.YUME                                | GHOST SOUP                           | 土井宏紀 坪井信八(岩井俊二) | 1992年              | 「GHOST SOUP」 オリジナルサウンドトラック                       |
| YEN TOWN BAND                         | Swallowtail Butterfly ～あいのうた～ | 小林武史                    | 1996年              | MONTAGE                                                         |
| タテヤマユキ                          | 休日の歌                             | 坪井信八(岩井俊二)          | 1997年              | 「四月物語」オリジナルサウンドトラック 四月のピアノ             |
| Lily Chou-Chou                        | アラベスク                           | 小林武史                    | 2001年              | 呼吸                                                            |
| Lily Chou-Chou                        | 飛べない翼                           | 小林武史                    | 2001年              | 呼吸                                                            |
| LANDS                                 | オリンポス                           | 小林武史                    | 2010年              | Olympos                                                         |
| LANDS                                 | 元気                                 | 小林武史                    | 2010年              | Olympos                                                         |
| LANDS                                 | 二十歳の戦争                         | 小林武史                    | 2010年              | Olympos                                                         |
| LANDS                                 | 勇気                                 | 小林武史                    | 2010年              | Olympos                                                         |
| 花は咲くプロジェクト                  | 花は咲く                             | 菅野よう子                  | 2011年              | 花は咲く                                                        |
| 加賀谷はつみ                          | 花の歌                               | 岩井俊二                    | 2013年              | シンガーソングハイカー                                          |
| ヘクとパスカル                        | 風が吹いてる                         | 岩井俊二                    | 2014年              | ぼくら                                                          |
| ヘクとパスカル                        | ぼくら                               | 桑原まこ                    | 2014年              | ぼくら                                                          |
| ヘクとパスカル                        | 君の好きな色                         | 桑原まこ                    | 2016年              | キシカンミシカン（既視感未視感）                                |
| 北乃きい                              | moment                               | 岩井俊二                    | 2016年              | K                                                               |
| ikire（英語ver.） Rieyz（韓国語ver.） | moment                               | 岩井俊二                    | 2017年              |                                                                 |
| JY                                    | 星が降る前に Prod by 岩井俊二        | 市川和則                    | 2018年              | 星が降る前に                                                    |
| JY                                    | 星が降る前に Prod by 亀田誠治        | 亀田誠治                    | 2018年              | 星が降る前に                                                    |
| JY                                    | 星が降る前に Prod by Seiho           | Seiho                       | 2018年              | 星が降る前に                                                    |
| JY                                    | 星が降る前に Prod by MONJOE          | MONJOE                      | 2018年              | 星が降る前に                                                    |
| JY                                    | 星が降る前に Prod by 山本加津彦      | 山本加津彦                  | 2018年              | 星が降る前に                                                    |
| ikire                                 | 知らない世界も見飽きた               | Chima                       | 2019年              | 知らない世界も見飽きた                                          |
| ikire                                 | moment                               | 岩井俊二                    | 2019年              | 知らない世界も見飽きた                                          |
| ikire                                 | 手紙                                 | 市川和則                    | 2019年              | 知らない世界も見飽きた                                          |
| ikire                                 | 星が降る前に                         | 市川和則                    | 2019年              | 知らない世界も見飽きた                                          |
| ikire                                 | aoi                                  | ikire                       | 2020年              |                                                                 |
| ikire                                 | この空                               | Chima                       | 2021年              |                                                                 |
| 森七菜                                | カエルノウタ                         | 小林武史                    | 2020年              |                                                                 |
| 穂志もえか                            | 明⽇は明⽇のお湯が沸く               | 岩井俊二                    | 2020年              | 「8日で死んだ怪獣の12日の物語」オリジナルサウンドトラック KAIJU |
| 牧野由依                              | 世界でいちばん愛しい音               | 牧野由依                    | 2022年              | あなたと私を繋ぐもの                                            |
| Kyrie                                 | ひとりが好き                         | アイナ・ジ・エンド          | 2023年              | DEBUT                                                           |
| Kyrie                                 | 幻影                                 | アイナ・ジ・エンド          | 2023年              | DEBUT                                                           |
| Kyrie                                 | ヒカリに                             | アイナ・ジ・エンド          | 2023年              | DEBUT                                                           |
| 青葉市子×岩井俊二                     | アラベスク                           | 小林武史                    | 2024年              | Salyu 20th Anniversary Tribute Album “grafting”                 |
| SUGIZO feat.SAKI                      | 光の風と                             | SUGIZO                      | 2025年              |                                                                 |

※ ただし、「Swallowtail Butterfly ～あいのうた～」はCHARAと小林武史との共同作詞、「飛べない翼」「オリンポス」「元気」「二十歳の戦争」は小林武史との共同作詞、「勇気」は赤西仁と小林武史との共同作詞、「君の好きな色」は椎名琴音の共同作詞、「知らない世界も見飽きた」「手紙」はChimaとの共同作詞、「幻影」「ヒカリに」はアイナ・ジ・エンドとの共同作詞、「光の風と」はSAKIとの共同作詞となっている。
※ 「花は咲く」は、日本放送協会の東日本大震災復興プロジェクトチャリティーソングとして製作された。

### その他の作品

#### 舞台・ミュージカル
- Undo（2013年10月20日中国上演、原作）【演出：蘇丹】
- Love Letter（2014年12月2日韓国上演、原作）【演出：ビョン・チョンジュ】

#### ラジオドラマ
- J.C（2004年4月15日～放送、プロデュース）【監督：藤本康生】
- 朝日の陰で朝食を（2004年5月20日～放送、プロデュース）【監督：永田琴恵】
- カルシウム（2004年7月1日～放送、プロデュース・脚本）【監督：遠藤尚太郎】
- 日時計（2004年7月15日～放送、プロデュース）【監督：水口智就】
- 少女毛虫（2004年9月9日～放送、プロデュース）【監督：熊澤尚人】
- メロス（2004年11月3日～放送、プロデュース）【監督：永田琴恵】
- ラッセ・ハルストレムがうまく言えない（2004年12月8日～放送、プロデュース）【監督：窪田崇】
- Bandage（2005年2月2日～放送、プロデュース、脚本）【監督：中村真夕】
- 虹の女神（2005年4月9日～放送、プロデュース）【監督：桜井亜美、尾道幸治】
- サブライム（2005年7月9日～放送、プロデュース）【監督：藤本康生】
- MY LITTLE HONDA（2005年9月3日～放送、プロデュース、脚本）【監督：寒竹ゆり】
- ひまわり（2005年11月12日～放送、プロデュース）【監督：寒竹ゆり】
- 爆発シネマ野郎（2006年2月11日～放送、プロデュース）【監督：藤本康生】
- 東京安息日（2006年4月29日～放送、プロデュース）【監督：尾道幸治】
- 浅知恵ドライブ（2006年8月5日～放送、プロデュース）【監督：窪田崇】
- 浮男の宴（2006年10月26日～放送、プロデュース）【監督：工藤慶二】

#### オーディオドラマ
- 初恋の（2021年10月20日配信、Audible presents モノガタリ by mercari、監督）【原作：川上未映子】
- 消しゴム（2021年10月20日配信、Audible presents モノガタリ by mercari、監督、原作）
- 封印箪笥（2021年10月20日配信、Audible presents モノガタリ by mercari、監督）【原作：綿矢りさ】

#### ヌービー・ヌーボー
- ヴァンパイア（2011年1月?発表）
- リリイ・シュシュのすべて〈完全版〉 （2011年1月?発表）
- カメラ（2011年3月発表）
- ラヴレター（2012年2月発表）
- undo（2013年5月発表）
- April Front（2013年6月発表）
- オニヒトデのクッキーとヘビイチゴのパン（2013年7月発表）
- 檸檬哀歌（2013年8月発表）

#### ストーリーボード
- New York, I Love You（2012年9月発表）
- ヴァンパイア（2013年10月発表）
- 花とアリス殺人事件（2015年2月発表）

### 製作中止となった作品
- 番犬は庭を守る - 台湾のエドワード・ヤン、香港のスタンリー・クワンと共に発足させたY2Kプロジェクトの中で企画されたもので、廃棄炉となった原子力発電所で働く守衛の物語。チェルノブイリを原風景とする国を舞台としてイメージしており、イギリスで撮影予定だった。しかし、内容が壮大になりすぎため予算が不足、また『ガタカ』に内容が似ているという判断から企画段階で自ら制作中止に。2011年に企画を再始動させることを発表し、2012年に小説を刊行した。
- Heart of green - 同じくY2Kプロジェクトの企画で吸血衝動のある青年の話を考えていたが頓挫。数年後自殺サイトで知り合った自殺願望のある人を連続殺人していく物語の企画がありこれも頓挫したのだが、2011年にこの2つの企画を組み合わせて『ヴァンパイア』が制作された。
- リリイ・シュシュのすべて - これも元々はY2Kプロジェクトの企画。台湾の少年が主人公、リリイは香港のアーティストという設定だった。初期タイトルは「リー・チェンスのすべて」。リリイ・シュシュのPVも制作されたが岩井自身が内容に納得がいかずクランクイン寸前で白紙に。
- あずみ - 小山ゆうの漫画原作、広末涼子主演で企画が進んでおり、1年近く準備をしていたが頓挫。あずみの名前の由来など脚本が原作にない部分まで踏み込んでしまったのが降板の原因。後に北村龍平監督で映画化。
- ヴィヨンの妻 - 市川崑との共同監督企画。太宰治原作。この企画のために作られた田中陽造の脚本は後に根岸吉太郎監督の『ヴィヨンの妻 〜桜桃とタンポポ〜』として発表された。ちなみにこれ以前にも丹下左膳、人間失格などの共同監督企画が出ていた。
- 本陣殺人事件 - 横溝正史の原作を岩井が脚本化し、市川崑と岩井で共同監督するという企画があった。脚本は二部構成で一部は原作通り、二部はオリジナルの展開となっていたが市川が降板を申し出たため中止に。
- 火の鳥 完結編 - NHK製作による手塚治虫原作のテレビアニメ化。オファーがあった際に原作にはない完結編をやりたいと提言したところ手塚プロの承認は下りたがNHK上層部からNGが入り企画は中止に。アニメ自体は2004年に放送された。
- 日本沈没 - 1973年公開の原作小松左京、脚本橋本忍、監督森谷司郎によるヒット作のリメイク企画。脚本執筆段階で岩井は降板し、後に樋口真嗣監督で2006年に映画化。
- Bandage - 2006年公開予定で監督：北村龍平、脚本：岩井俊二、音楽：佐久間正英、主演：成宮寛貴という布陣で製作発表までされたが何らかの事情で製作中止に。後に小林武史監督、赤西仁主演の企画として再始動。
- アニメ作品 - 名倉靖博が監督、岩井が脚本で準備が進んでいたが諸事情により製作中止に。
- 宇宙戦艦ヤマト - 1974年からテレビ放映された「宇宙戦艦ヤマト」の実写映画化企画の脚本を任され執筆を進めていたが、古代進が登場しない原作より前の話になっていたため降板させられる。後に樋口真嗣監督が抜擢されるもまたしても降板し、最終的に山崎貴が『SPACE BATTLESHIP ヤマト』として2010年に映画化。
- 恋ばな - 北川悦吏子原案、岩井プロデュース作品として携帯ドラマ配信された萩生田宏治監督作品『恋ばな-スイカと絆創膏-』は配信開始と合わせて映画化の発表もされていたが企画中止に。
- 青春の蹉跌 - 1974年公開の監督神代辰巳、脚本長谷川和彦による『青春の蹉跌』のリメイク企画。長谷川和彦の了承も得て韓国の監督を起用予定で企画が進んでいたが中断。
- 指の間の砂 - 上海メディアグループ(SMG)による純愛映画プロジェクトに岩井が参加し、岩井プロデュースの純愛三部作の第一作として制作が予定されていた。沖縄と上海を舞台にした作品で台湾のレスト・チェンが監督する予定だったが、製作中止に。
- 初恋 - 同じく純愛三部作の第二作として製作予定で、俳優でもあるホアン・レイが監督を務める予定だったが、製作中止に。
- ラストレター 韓国版 - ペ・ドゥナ主演で韓国で制作されたショートムービー「チャンオクの手紙」を元に「ラストレター」の企画開発が始まり、当初は日本・中国・韓国の3ヶ国で同じ脚本を元に別の作品を制作するというプロジェクトだった。中国では「你好，之华(チィファの手紙)」、日本では「ラストレター」として公開され、韓国でもペ・ドゥナ主演で企画が進んでいたが実現しなかった。
- 之南(チィナン) / 未咲 - 「你好，之华(チィファの手紙)」「ラストレター」の劇中小説である「之南(チィナン)」「未咲」の中身を書き上げたところ中国のプロデューサーが内容を気に入り脚本まで完成し2020年に撮影予定だったがコロナのため製作が中断した。日本でも企画を進めていたがなかなか実現せず「未咲」の劇中に登場する自主制作映画「真夜中の女たち」をベースとした短編を執筆していたところアイナ・ジ・エンドとの出会いにより「キリエのうた」の企画に繋がった(その後未発表小説である「フルマラソン」「イワン」のエピソードが加えられた)。

## 受賞歴
- 1991年
  - 見知らぬ我が子
    - DRAMADOS大賞
- 1993年
  - 打ち上げ花火、下から見るか? 横から見るか?
    - 第34回日本映画監督協会新人賞
- 1995年
  - undo
    - ベルリン国際映画祭フォーラム部門NETPAC賞
    - 第4回日本映画プロフェッショナル大賞 新人監督賞

  - Love Letter
    - モントリオール世界映画祭観客賞
    - 第8回日刊スポーツ映画大賞・石原裕次郎賞新人賞
    - 第19回日本アカデミー賞優秀作品賞[9]
    - 第20回報知映画賞監督賞
    - 第17回ヨコハマ映画祭作品賞・監督賞
    - 第10回高崎映画祭若手監督グランプリ
    - 第21回おおさか映画祭作品賞・監督賞
    - 第50回毎日映画コンクール日本映画優秀賞
    - 第69回キネマ旬報ベスト・テン読者選出監督賞
    - 第6回文化庁優秀映画作品賞
    - 第46回芸術選奨新人賞（映画部門）
- 1996年
  - PiCNiC
    - ベルリン国際映画祭フォーラム部門ベルリン新聞記者審査員賞

  - スワロウテイル
    - 第11回高崎映画祭最優秀監督賞
    - 第20回日本アカデミー賞優秀作品賞・話題賞[10]
- 1998年
  - 四月物語
    - 釜山国際映画祭観客賞
- 2002年
  - リリイ・シュシュのすべて
    - ベルリン国際映画祭パノラマ部門国際アート・シアター連盟賞
    - 上海国際映画祭コンペティション部門審査員特別賞
    - 第75回キネマ旬報ベスト・テン日本映画7位
    - 第6回日本インターネット映画大賞映像賞
- 2013年
  - 第4回岩谷時子賞特別賞[11][12]
- 2015年
  - 花とアリス殺人事件
    - 第19回文化庁メディア芸術祭アニメーション部門優秀賞[13]
- 2016年
  - 第15回ニューヨーク・アジア映画祭・生涯功労賞 [14]
- 2020年
  - ラストレター
    - 第12回TAMA映画賞最優秀作品賞
- 2024年
  - キリエのうた
    - 第74回芸術選奨 映画部門 大臣賞[15]
    - 第47回日本アカデミー賞話題賞[16]

## 政治的発言
2012年9月18日に自身のTwitter公式アカウントで、中国人による日本企業の工場や商店に対する破壊・略奪・放火が頻発した2012年の中国における反日活動に関して、「国（日本政府）があの島（尖閣諸島）を買うことがどれだけ挑発的か考えるべきだ」「侵略された国（中国）がまだ怒っていても当然」、「（日本が）相手国（中国）ばかり責めたのでは相手だって怒り出すのが道理」、 「日本のメディアが中国のことを悪く言い過ぎており、祖国を悪く言われたらどんな気がするかを考えなければならない」と、日本政府の尖閣諸島国有化や日本人の中国に対する態度を非難した。また、中韓で行われている反日教育については「（侵略を）忘れてしまってる日本の方がどうかしている」、「自国（日本）びいきの歴史解釈は受け入れがたい」と日本の歴史認識を批判した。
この件は各韓国紙でも報じられ、これを伝える『朝鮮日報』のコメント欄では岩井を賞賛する書き込みが相次いだ。また、中国人民解放軍総政治部が出版する新聞『解放軍報』の「日本政府は悔い改めないと、自ら苦い結果を味わうことになる」と題する記事の中で、「日本の挑発行為を批判する正義の声」として岩井のこの発言が取り上げられた。